# Connie Francis
Connie Francis   (Newark, 12 de desembre de 1937 - Pompano Beach, 16 de juliol de 2025), nom artistic de Concetta Rosa Maria Franconero, fou una cantant de pop estatunidenca que va aconseguir la seva major fama en les dècades del 1950 i 1960. Malgrat diverses interrupcions en la seva carrera, encara segueix activa com a artista.
Després d'anys en l'oblit, la seva interpretació de Pretty little baby, una balada doo wop del 1962, es va tornar a popularitzar el 2025 a través de TikTok i Spotify, on abans de la seva mort acumulava 84 milions de reproduccions.

## Biografia

### 1937–1955: Primers anys i primeres aparicions
Francis va néixer en el sí d'una família italoamericana al barri Ironbound de Newark, Nova Jersey, sent la primera filla de George i Ida (cognom de soltera: Ferrari-di Vito) Franconero, passant els seus primers anys a Crown Heights, a la zona de Brooklyn (Utica Avenue/St. Marks Avenue) abans que la família es traslladés a Nova Jersey.
En créixer en un barri jueu italià, Francis va dominar el Ídix, cosa que la va portar a gravar cançons en Ídix i en hebreu.
A la seva autobiografia Who's Sorry Now? publicada el 1984, Francis recorda que el seu pare la va animar a aparèixer regularment a concursos de talents, certàmens i altres festes del barri des dels quatre anys com a cantant i acordionista.
Francis va assistir a la Newark Arts High School el 1951 i 1952. Ella i la seva família es van traslladar a Belleville, Nova Jersey, on Francis es va graduar a la promoció de Belleville High School de 1955.
Durant aquest temps, Francis va continuar actuant en festes del barri i talent shiws (alguns dels quals van ser emesos per televisió), apareixent-hi alternativament com Concetta Franconero i Connie Franconero. Sota aquest últim nom, també va aparèixer al programa de varietats Startime Kids de la NBC entre 1953 i 1955.
Durant els assajos per a la seva aparició als Arthur Godfrey's Talent Scouts, Godfrey va aconsellar a Francis que canviés el seu nom artístic per Connie Francis per facilitar-ne la pronunciació. Godfrey també li va dir que deixés l'acordió, un consell que va seguir encantada, ja que havia començat a odiar aquest instrument gros i pesant. Aproximadament al mateix temps, Francis va assumir una feina de cantant en discos de demostració, que es feien servir per proposar cançons inèdites a cantants consolidats, o al s seus mànagers, per si decidien cantar-les en els seus propis discos.

### 1955–1957: Contracte de gravació i una sèrie d'errors comercials
El 1955, Startime Kids va deixar d'emetre's. Al maig d'aquell mateix any, George Franconero Sr. i el gerent de Francis, George Scheck, van recaptar diners per a una sessió d'enregistrament de quatre cançons que esperaven vendre a una important companyia discogràfica amb el mateix nom de Francis. Finalment, fins i tot quan MGM Records va decidir signar un contracte amb ella, va ser bàsicament perquè un tema que havia enregistrat, "Freddy", era el nom del fill d'un co-executiu de la companyia, Harry A. Meyerson, que va pensar que la cançó seria un bon regal d'aniversari. Per tant, "Freddy" es va llançar com el primer senzill de Francis, que va resultar ser un fracàs comercial, tal com ho van fer els seus vuit senzills en solitari.
Malgrat aquests fracassos, Francis va ser contractada per gravar les veus de les escenes de "cant" de Tuesday Weld a la pel·lícula Rock, Rock, Rock de 1956 i per a Freda Holloway a la pel·lícula de rock and roll de Warner Brothers, Jamboree, del 1957.
A la tardor del 1957, Francis va gaudir del seu primer èxit amb un senzill enregistrat en duet amb Marvin Rainwater: "The Majesty of Love", amb "You, My Darlin' You" a la cara B, va assolir el número 93 del Billboard Hot 100. Finalment, el senzill va vendre més d'un milió d'exemplars.

### 1957–1959: Última oportunitat i ruptura
Tanmateix, el seu èxit a les llistes menors va arribar massa tard: el contracte discogràfic de Francis consistia en deu senzills en solitari i un senzill en duet. Tot i que finalment l'èxit semblava arribar amb "The Majesty of Love", Francis va ser informada per MGM Records que el seu contracte no es renovaria després del seu darrer single en solitari.
Francis es va plantejar la carrera de medicina i va estar a punt d'acceptar una beca de quatre anys a la Universitat de Nova York. En el que havia de ser la seva última sessió d'enregistrament per a MGM el 2 d'octubre de 1957 amb Joe Lipman i la seva orquestra, va gravar una versió de la cançó de 1923 "Who's Sorry Now?" escrita per Bert Kalmar i Harry Ruby. Francis ha dit que la va gravar per insistència del seu pare, que estava convençut que tenia la possibilitat de convertir-se en un èxit perquè era una cançó que els adults ja sabien i que els adolescents ballarien si se li donava un arranjament contemporani.
A Francis no li agradava la cançó i va discutint amb el seu pare acaloradament, tot endarrerint tant com va poder la gravació de les altres dues cançons durant la sessió, convençuda que no quedaria espai a la cinta de gravació que anava corrent. El seu pare va insistir, però, i l'enregistrament de "Who's Sorry Now?" va cabre-hi amb només uns quants segons de marge.
El senzill semblava passar desapercebut com tots els llançaments anteriors, tal com Francis havia predit, però l'1 de gener de 1958 va debutar al American Bandstand de Dick Clark i el 15 de febrer d'aquest mateix any Francis va interpretar-la al primer episodi de The Saturday Night Beechnut Show, també organitzat per Clark. A mitjans d'any, s'havien venut més d'un milió d'exemplars i Francis es va veure  llançada sobtadament a l'estrellat mundial. L'abril de 1958, "Who's Sorry Now?" va aconseguir el número 1 a la UK Singles Chart i el número 4 als Estats Units. Durant els següents quatre anys, Francis va ser escollida la "Millor vocalista femenina" pels espectadors d'American Bandstand.
Tal com explica Connie Francis en cadascun dels seus concerts, va començar a buscar un nou èxit immediatament després de l'èxit de "Who's Sorry Now?" ja que MGM Records havia renovat el seu contracte. Després del fracàs relatiu dels seus següents senzills "I'm Sorry I Made You Cry" (que es va estancar al número 36) i "Heartaches" (que no va aconseguir entrar al ranking), Francis es va trobar amb Neil Sedaka i Howard Greenfield, que van mostrar-li diverses balades que havien escrit per a ella. Al cap d'unes hores, Francis va començar a escriure al seu diari mentre els autors de les cançons tocaven l'última de les seves balades, cosa que els va inspirar la cançó The Diary, que seria un dels grans èxits  de Sedaka. Francis els va dir que considerava que les seves balades eren massa intel·lectuals i sofisticades per a la jove generació i que volia una cançó més animada. Greenfield va instar Sedaka a cantar una cançó que havien escrit aquell matí pensant en les Shepherd Sisters. Sedaka va protestar que Francis s'ofendria, però Greenfield va dir que, com que odiava totes les altres cançons que havien interpretat, no hi tenien res a perdre. Sedaka va tocar llavors "Stupid Cupid". Quan va acabar, Francis va anunciar que acabava de tocar la seva nova cançó d'èxit. Va arribar al número 14 de la llista Billboard i va ser el seu segon número 1 al Regne Unit.
L'èxit de "Stupid Cupid" va recuperar l'impuls de la carrera de Francis, i va assolir els 40 primers llocs dels Estats Units set vegades més durant la resta de la dècada de 1950. Va aconseguir produir més èxits interpretant diverses cançons més antigues, com ara "My Happiness" (número 2 del Hot 100) i "Among My Souvenirs" (número 7), a més d'interpretar les seves pròpies cançons originals. El 1959, va guanyar dos discs d'or per un èxit a doble cara: a la cara A, "Lipstick on Your Collar" (número 5), i a la cara B, "Frankie" (número 9).

### 1959–1973: Estrella internacional
Seguint una altra idea del seu pare, Francis va viatjar a Londres l'agost de 1959 per gravar un àlbum italià als famosos Abbey Road Studios d'EMI. Amb el títol Connie Francis Sings Italian Favorites, l'àlbum es va publicar el novembre de 1959. Aviat va entrar a les llistes d'àlbums on va romandre durant 81 setmanes, arribant al número 4. Fins al dia d'avui, segueix sent l'àlbum amb més èxit de Francis. "Mama", el senzill extret de l'àlbum, va arribar al número 8 als Estats Units i al número 2 al Regne Unit.
Després d'aquest èxit, Francis va gravar set àlbums més de "favorits" entre 1960 i 1964, incloent temes jueus, alemanys i irlandesos, entre d'altres. Aquests àlbums van marcar la transició de Francis de la música rock 'n' roll orientada als joves cap a la música contemporània per a adults, canvi que George Franconero, Sr., s'havia adonat que era necessari si la seva filla volia seguir una carrera musical a llarg termini amb èxit.
Tot i això, Francis va continuar gravant senzills dirigits al mercat orientat als joves. Entre els seus deu primers èxits al Hot 100 hi havia "Breakin' in a Brand New Broken Heart" (1961, número 7), "When the Boy in Your Arms (Is the Boy in Your Heart)" (1961, número 10), "Second Hand Love" (1962, número 9) i "Where the Boys Are" (1961, número 4). L'última es va convertir en la seva cançó d'autora i també va ser la cançó principal de la primera pel·lícula homònima de Francis. La pel·lícula també va introduir el concepte de vacances de primavera, ja que el tranquil poble de Fort Lauderdale va esdevenir el punt d'atracció per als estudiants universitaris de vacances de primavera arran de l'èxit de la pel·lícula. Tot i que va aparèixer en altres tres pel·lícules, Francis mai no es va mostrar satisfeta amb ella mateixa com a actriu i, després d'aparèixer en una pel·lícula per a televisió el 1966, va rebutjar altres ofertes.
L'èxit de "Connie Francis Sings Italian Favorites" a finals de 1959/principis de 1960 va portar a Francis a convertir-se en un dels primers artistes nord-americans a enregistrar regularment en altres idiomes. La seguirien altres grans estrelles britàniques i nord-americanes, com ara Wanda Jackson, Cliff Richard, Petula Clark, Brenda Lee, The Supremes, Peggy March, Pat Boone, Lesley Gore, els Beatles i Johnny Cash, entre molts altres. En la seva autobiografia, Francis va esmentar que en els primers anys de la seva carrera, la barrera de l'idioma en alguns països europeus dificultava l'emissió de les seves cançons, sobretot a Alemanya.
Francis va utilitzar aquestes reflexions com a base per al seu enregistrament d'abril de 1960, "Everybody's Somebody's Fool". Tot i que aquest single es va convertir en el seu primer número 1 a les llistes nord-americanes (seguit immediatament del seu segon número 1, "My Heart Has a Mind of its Own"), i el seu costat B "Jealous of you" (Tango della Gelosia) es va convertir en un gran èxit a Itàlia, malgrat que no va deixar cap impressió a les llistes alemanyes.
El veterà lletrista Ralph Maria Siegel va escriure un conjunt de lletres alemanyes, anomenades "Die Liebe ist ein seltsames Spiel", que, després de certes friccions entre Francis i els seus executius de MGM, van ser gravades i llançades. La cançó va arribar al número 1 d'Alemanya durant dues setmanes, com va fer en molts altres països, i Francis va tenir sis èxits número 1 més a les llistes alemanyes.
Contràriament a la creença popular, Francis no va enregistrar cap altra versió en llengua estrangera de "Everybody's Somebody's Fool". La versió alemanya és l'única enregistrada per ella mateixa, tot i que altres artistes van enregistrar versions de versions en diversos idiomes, com ara portuguès, suec i finès.
No va ser fins més tard, amb el seu número 7 a les llistes nord-americanes, "Many Tears Ago", el 1960, que Francis va començar a gravar versions de les seves pròpies cançons en idiomes estrangers a més de l'alemany. Durant els anys següents, finalment va ampliar la seva cartera de gravacions fins a 15 idiomes.
També va cantar en romanès durant una actuació en directe a l'edició del Cerbul de Aur de 1970 a Brașov (Romania).
Francis no dominava tots aquests idiomes i va haver d'aprendre les seves cançons en llengua estrangera fonèticament. Francis va explicar en una entrevista televisiva del 1961 que dominava el castellà i l'italià, però sempre tenia un traductor a prop per assegurar-se que les seves lletres traduïdes i sobretot la seva pronunciació fossin el més correctes possible.
Després de "Die Liebe ist ein seltsames Spiel", Francis va gaudir dels seus èxits més importants fora dels Estats Units. Durant la dècada de 1960, les seves cançons no només van encapçalar les llistes d'èxits a nombrosos països del món, sinó que també va ser escollida cantant número 1 en més de deu països. El 1960 va ser nomenada l'artista més popular d'Europa, la primera vegada que un no europeu va rebre aquest honor. Des de mitjans de 1961 fins a mitjans de 1963, Radio Luxembourg tancava les emissions de cada dia amb "It's Time to Say Goodnight", una cançó que Francis havia enregistrat especialment amb aquesta finalitat i que mai es va publicar oficialment fins al 1996.
La persistent popularitat de Francis a l'estranger la va portar a tenir especials de televisió a nombrosos països del món, com Gran Bretanya, Alemanya, Espanya i Itàlia. Fins i tot en ple període de la Guerra Freda, la música de Francis va tenir una bona acollida als països del Teló d'Acer, i alguns dels seus enregistraments es van posar a disposició de discogràfiques estatals com Melodiya a l'antiga Unió Soviètica i Jugoton a Iugoslàvia, tot i que era sabut que el rock 'n' roll era molt mal vist als països del bloc oriental.
Als Estats Units, Connie Francis va obtenir un tercer èxit número 1 el 1962: "Don't Break the Heart That Loves You", i el seu èxit va portar a MGM a donar-li total llibertat per escollir les cançons que volia gravar.
El primer llibre autobiogràfic de Francis, For Every Young Heart, es va publicar el 1963. El 3 de juliol del mateix any va interpretar una Royal Command Performance per a la reina Isabel II a l'Alhambra Theatre de Glasgow, Escòcia. Durant l'apogeu de la guerra del Vietnam el 1967, Connie Francis va actuar per a les tropes nord-americanes. Francis recorda aquesta història amb freqüència durant la presentació de "God Bless America" en els seus concerts en directe.
A causa del canvi de tendències a principis i mitjans de la dècada de 1960, és a dir, la invasió britànica, l'èxit de Francis al Hot 100 de Billboard va començar a minvar després del 1963. Va tenir el seu darrer èxit entre els deu primers llocs, "Vacation", el 1962. Uns quants dels singles de Francis van continuar assolint els 40 primers llocs dels Hot 100 dels Estats Units fins a mitjans dels anys seixanta, amb la seva última entrada entre els 40 primers anys del 1964, la seva versió de "Be Anything (but Be Mine)", una cançó del 1952 feta famosa pel cantant/líder de banda Eddy Howard. Tot i el seu decreixent èxit al Hot 100, Francis va continuar sent una dels millors èxits en concert i els seus senzills, ara seguint un estil més madur, figuraven a la quarta part superior de les llistes de Billboard's Adult Contemporary (AC) i, fins i tot, fins i tot arribaven a les Billboard's Country Charts. Per tant, Francis va tenir un èxit de llarga durada als Estats Units fins que es va acabar el seu contracte amb MGM Records el 1969.
El 1965, Connie Francis va participar en l'edició d'aquest any del Festival de la cançó de Sanremo, on la seva companya d'equip Gigliola Cinquetti i ella van presentar "Ho bisogno di vederti", que va acabar al número 5 del rànquing final.

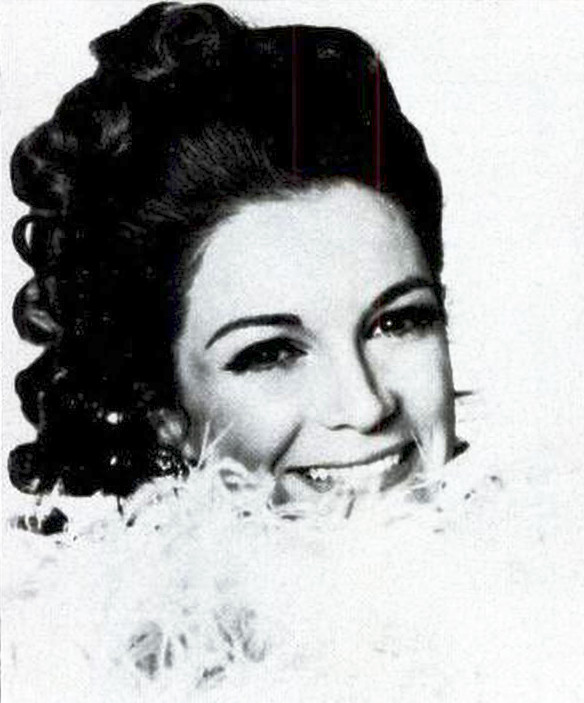
Connie Francis al 1970.

Francis va tornar a San Remo el 1967 per presentar "Canta Ragazzina" amb el seu company d'equip Bobby Solo. Als Estats Units, però, "Time Alone Will Tell", la versió de Francis de l'entrada guanyadora de San Remo del 1967 "Non pensare a me", que havia estat presentada per Iva Zanicchi i Claudio Villa, va arribar al número 94 de Billboard's Hot 100 i a número 14 a les llistes AC de Billboard.
La popularitat de Francis fora dels Estats Units va ajudar a mantenir la seva carrera, fins i tot quan els seus èxits tenien problemes al seu país. Va continuar tenint èxits gràfics a la dècada de 1970 en alguns països i, fins i tot fins als nostres dies, continua sent molt popular als països europeus.
A finals del 1969, es va acabar el contracte de Francis amb MGM Records i va decidir no continuar la seva llarga relació amb la companyia discogràfica, cansada de gairebé 15 anys de gravacions ininterrompudes, aparicions en directe, treballs de televisió i pel·lícules i viatges. Des del 1970 fins al 1973, Francis va viure semiretirada, apareixent de tant en tant com a convidada especial en programes de televisió.
El 1973, Francis va tornar a l'estudi d'enregistrament, amb "(Should I) Tie a Yellow Ribbon Round the Old Oak Tree?" i la cara B "Paint the Rain" a GSF Records. Aquesta cançó de resposta a "Tie a Yellow Ribbon Round the Old Oak Tree" de Tony Orlando & Dawn va aparèixer a la llista Bubbling Under Hot 100 Singles que recull les cançons que no han entrat per poc a la llista d'èxits. El projecte de gravar-ne una versió alemanya, però, va romandre inacabat. Un altre senzill de 1971, "No vull caminar sense tu" i a la B "Don't Turn Around", a Ivanhoe Records, no va poder aparèixer a les llistes.

### 1974–1981: Tragèdia i retorn
Després del seu modest èxit amb "(Should I) Tie a Yellow Ribbon Round the Old Oak Tree?" Francis va començar a actuar de nou regularment. Quan estava treballant a la Westbury Music Fair de Nova York, el 8 de novembre de 1974, Francis va ser violada a punta de navalla al Jericho Turnpike Howard Johnson's Lodge de Jericho, Nova York, i va estar a punt d'ofegar-se sota el pes d'un gran matalàs que el culpable li havia posat al damunt. Va demandar la cadena de motels per no oferir una seguretat adequada i, segons les notícies, va rebre per sentència una compensació de 2,5 milions de dòlars, en el que va ser aleshores un dels judicis més importants de la història, que va conduir a una reforma de la seguretat hotelera. El seu violador mai no va ser trobat. Durant els anys posteriors a l'incident, Francis va entrar en depressió, arribant a prendre 50 pastilles Darvon al dia, i poques vegades va sortir de la seva casa a Essex Fells, Nova Jersey.
El 1978, Francis va tornar a l'estudi de gravació per gravar un àlbum titulat Who’s Happy Now?. L'enregistrament principal d'aquest disc va ser una versió discogràfica de "Where the Boys Are". Aquesta i altres cançons del disc es van gravar posteriorment en italià, castellà, japonès i alemany. Els enregistraments espanyols i alemanys es van convertir en àlbums propis a Connie Francis en español a Espanya i a Was ich bin (What I Am) a Alemanya. Els tres àlbums i els senzills eliminats van ser publicats a United Artists Records. Aquest va ser el darrer àlbum publicat per Francis, que des de la violació pràcticament havia abandonat els directes, abans de sotmetre's a una cirurgia nasal que li va fer perdre completament la veu. Va passar tres operacions més per recuperar-la, i no va poder cantar durant fins quatre anys més tard.
Francis va tornar a l'estudi d'enregistrament el 1981 per gravar Comme ci, comme ça i I'm Me Again. Aquest últim es va convertir en el tema principal d'un àlbum posterior que presentava ambdues cançons i material inèdit dels anys cinquanta i seixanta. I'm Me Again es va convertir en l'últim single de Francis a aparèixer a les llistes d'AC. Tant el senzill com l'àlbum van ser els darrers llançaments originals de Francis a MGM Records; Polydor va comprar el segell el 1976 i el va deixar de fabricar el 1982.

### 1981–1988: Més tragèdia
El 1981, Francis va sofrir una nova tragèdia quan el seu germà, George Franconero, Jr., amb qui estava molt unida, va ser assassinat pels sicaris de la màfia. Geroge era advocat i havia testificat en un judici però havia rebutjat la protecció com a testimoni.
Malgrat tot -la tragèdia afegida la va fer reaccionar perquè, segons va declarar "la ràbia és un bon catalitzador"-, va reprendre les actuacions en directe, fins i tot va aparéixer a l'episodi especial del 30è aniversari d'American Bandstand a la ciutat on havia estat violada. El nou èxit de Francis va ser de curta durada, però, ja que li van diagnosticar depressió maníaca, que va frenar de nou la seva carrera i la va dur a múltiples estades en hospitals psiquiàtrics. Francis es va intentar suïcidar el 1984. Segons va declarar més tard, s'hauria tractat, però, d'un diagnòstic erroni. Segons els seus metges, la seva situació mental era deguda a l'est´res post-traumàtic derivat de la tragèdia de 1974.
Malgrat tot, el 1984, Francis va ser capaç d'escriure i publicar la seva autobiografia, Who's Sorry Now?, que es va convertir en un èxit de vendes del New York Times.
Tot i que el seu enregistrament del 1982, There's Still a Few Good Love Songs Left in Me, va portar a Francis la seva última entrada a les llistes, moltes cançons gravades en aquella època, com les seves versions de clàssics com Speak Softly, Love i Break It to Me Gently, i cançons originals com Blue Orleans encara estan pendents de ser llançades oficialment.

### 1989–actualitat: Trajectòria posterior
El 1989, Francis va reprendre la seva carrera discogràfica i interpretativa de nou. Per a Malaco Records, Francis va gravar un àlbum doble titulat Where the Hits Are, que contenia noves gravacions de 18 dels seus grans èxits, així com sis clàssics d'abans que Francis sempre havia volgut enregistrar com ara Are you Lonesome Tonight? i Torn Between Two Lovers.
El 1992, una combinació de versions remesclades dels seus grans èxits alemanys va aparèixer a Alemanya. Un single, titulat Jive, Connie, va acabar entre els deu singles més venuts de l'any i li va reportar el prestigiós premi R.SH-Gold al "Millor retorn de l'any" de R.SH (Radio Schleswig-Holstein), aleshores una de les estacions de ràdio privades més importants d'Alemanya. També es va publicar amb èxit un àlbum recopilatori dels seus grans èxits alemanys en les seves versions originals. Després, Francis va gravar dos duets per al segell alemany Herzklang (filial de Sony Music Entertainment) amb Peter Kraus, amb qui ja havia treballat diverses vegades a finals dels anys cinquanta i principis dels seixanta. Se suposava que els havia de seguir un disc en solitari en alemany a Herzklang, però malgrat que totes les cançons es van gravar i mesclar, l'àlbum continua inèdit.
El 1995, Francis va gravar The Return Concert, un àlbum en viu que es va publicar a Legacy Recordings.
El 1996 es va publicar With Love To Buddy, un àlbum tribut de cançons que havien ewstat fetes cèlebres pel difunt Buddy Holly. Tot i que aquest àlbum es continua reeditant amb diversos noms en innombrables segells de baix pressupost, With Love To Buddy continua sent l'últim llançament original de Francis a l'octubre de 2011. Tanmateix, a intervals poc freqüents, Francis llança àlbums de discos compactes i EP en quantitats limitades al seu propi segell, Concetta Records, amb material inèdit dels seus arxius privats.
A finals de desembre de 2004, Francis va actuar a Las Vegas per primera vegada des del 1989. Al març i octubre de 2007, Francis va actuar per una gran multitud de persones al teatre Castro de San Francisco. Va aparèixer en concert a Manila, Filipines, el dia de Sant Valentí del 2008.
El 2010, també va aparèixer al Las Vegas Hilton amb Dionne Warwick, un espectacle anunciat com Eric Floyd's Grand Divas of Stage.
Al desembre de 2017, Francis va publicar la seva autobiografia més recent, Among My Souvenirs.
Després d'anys en l'oblit, la seva interpretació de Pretty little baby, una balada doo wop del 1962 es va tornar a popularitzar el 2025 a través de TikTok i Spotify, on en els pocs mesos aneriors a la seva mort havia acumulat 84 milions de reproduccions.

## Vida personal

### Relacions sentimentals
Als inicis de la seva carrera, Francis va conéixer Bobby Darin, qui començava  a tenir èxit com a cantant i compositor, perquè va participar en la composició d'algunes cançons per a ella. Poques setmanes després ambdós havien iniciat una relació sentimental que, però, va ser desaprovada pel pare d'ella. Quan Franconero es va assabentar que Darin li havia proposat de fugir plegats en acabar una de les seves actuacions, va explusar Darin de l'edifici amenaçant-lo amb un pistola. Francis només el va reveure dues vegades més en la seva vida, quan ell ja s'havia casat amb l'actriu Sandra Dee. A la seva autobiografia Francis va escriure que sempre li ho va retreure al seu pare, i que no casar-se amb Darin havia estat el pitjor error de la seva vida.
Francis es va casar quatre vegades: breument el 1964 amb l'agent de premsa Dick Kanellis, el 1971 amb el perruquer Izzy Marion, de qui es va divorciar als 10 mesos, el 1973 -en l'únic matrimoni que va durar més que uns pocs mesos- amb Joseph Garzilli, restaurador i propietari d'una agència de viatges i de qui es va divorciar el 1977, i el 1985 amb el productor de televisió Bob Parkinson, de qui es va divorciar aquell mateix any.
No va tenir fills biològics, però durant el tercer matrimoni va adoptar un nen, Joey.
Francis vas mantenir una relació de llarga durada amb Tony Ferretti des de voltants del 2003 fins la mort d'ell, l'any 2022.

### Hospitalització i mort
Francis va patir una lesió al maluc a inicis de 2025, que la va deixar en cadira de rodes. Malgrat els tractaments de rehabilitació va haver de ser ingressada en cures intensives el 2 de juliol del mateix any, per dolors intensos al maluc. Va ser donada d'alta, però va perdre la consciència el dia 14 i va morir a Pompano Beach, Florida, el 16 de juliol de 2025, a l'edat de 87 anys.